# Théorie interprétative de la traduction
La théorie interprétative de la traduction (TIT) est un concept du domaine des études de traduction. Il a été créé dans les années 1970 par Danica Seleskovitch, une française spécialiste de la traduction et ancienne directrice de l'École supérieure des interprètes et traducteurs de Paris (ESIT), Université Paris 3 - Sorbonne Nouvelle. Interprète de conférence elle-même, Seleskovitch a contesté l'opinion qui prévalait à l'époque selon laquelle la traduction n'était rien de plus qu'une activité linguistique, une langue étant simplement transcodée en une autre. Elle a décrit la traduction comme un processus triangulaire : d'une langue au sens et du sens à l'autre langue. Elle a forgé le nom de Théorie interprétative de la traduction et, avant même que les études de traduction ne deviennent un domaine à part entière, elle a introduit le processus de traduction dans le vaste domaine de la recherche cognitive. Afin de vérifier ses premières observations faites en tant que praticienne, Seleskovitch a ensuite rédigé une thèse de doctorat. Peu après, une poignée d'interprètes de conférence intéressés par la recherche l'ont rejointe à l'ESIT.

## Principes de base
Selon la TIT, le processus de traduction se décompose en trois étapes : compréhension, déverbalisation et reformulation ; en outre, la déverbalisation assume un rôle vital entre la compréhension et la reformulation. La TIT s'est d'abord développée sur la base d'une pratique empirique et d'une observation de l'interprétation. La traduction orale se prête mieux que la traduction écrite à un examen détaillé du processus cognitif de la traduction. La parole orale est évanescente, ses sons disparaissent instantanément, mais le sens demeure. Les formulations des interprètes dans une autre langue montrent clairement que le sens est la conséquence de la compréhension, elle-même composée de deux éléments: les significations linguistiques contextualisées et les compléments cognitifs. La TIT a donc commencé par l'étude de la traduction orale, en se concentrant sur la compréhension. Très vite, cependant, des traducteurs et des spécialistes de la traduction ont reconnu la validité de la théorie pour la traduction écrite et l'ont ensuite étendue à l'étude de textes pragmatiques, techniques, mais aussi littéraires. La TIT a trouvé une explication de la compréhension dans le principe d'assimilation / adaptation de Piaget, selon lequel pour comprendre, nous intégrons de nouvelles informations à des connaissances préalables et ces connaissances préalables s'adaptent à la nouvelle situation. Comprendre signifie ajouter des connaissances linguistiques supplémentaires aux signes linguistiques, de nouvelles informations enrichissant constamment les connaissances linguistiques supplémentaires. Plus tard, des philosophes du langage et des psychologues ont documenté ce fait dans leurs études de compréhension. La TIT a reconnu que le sens n'est contenu dans aucune langue ou texte en tant que tel, mais découle d'indices donnés par la langue du texte écrit ou du discours oral, ainsi que des apports cognitifs du lecteur ou de l'auditeur cible. Là encore, divers chercheurs ont ultérieurement corroboré ce point de vue.
Parce que l'émergence du sens dépend des apports cognitifs des lecteurs, auditeurs ou traducteurs individuels, il s'agit dans une certaine mesure d'une question individuelle; sa portée variera selon les connaissances, l'expérience du monde et l'idéologie de chaque individu. Cependant, il existe un vaste domaine de chevauchement entre le sens compris par chacun des partenaires de communication, de sorte que la communication puisse généralement s'établir. Parlant de traduction (mais il en va de même pour l'interprétation), les traducteurs, jouant le rôle de médiateurs entre les auteurs qui veulent communiquer et les lecteurs qui veulent les comprendre, opèrent dans ce domaine de chevauchement. Les lecteurs de la traduction apporteront leurs propres compléments cognitifs au texte traduit. Le rendu du traducteur leur permet de découvrir le texte superficiellement ou profondément, au même titre que les lecteurs de l'original. Ils peuvent donner au texte des interprétations personnelles (tout comme les lecteurs originaux peuvent le faire), mais ces interprétations constituent une couche s'ajoutant au sens ; il ne faut pas les confondre avec le sens.
La polysémie, l'ambiguïté, si souvent mentionnée dans les études de traduction, n'apparaissent pas dans le discours oral ou écrit à moins d'avoir été conçues consciemment par l'auteur. La TIT a toujours insisté sur le fait que, bien que la plupart des mots soient polysémiques dans les systèmes linguistiques, ils perdent leur polysémie dans un contexte donné; il en va de même pour les ambiguïtés dans le discours tant que les lecteurs apportent au texte les connaissances extra-linguistiques pertinentes nécessaires. De toutes les différentes significations possibles d'un mot, une seule est apparente lorsqu'elle est utilisée dans un texte. En même temps, toute ambiguïté est exclue lorsque les connaissances pertinentes se combinent avec des significations de mots contextualisées, résultant en un sens ad hoc. Encore une fois, cette affirmation a été corroborée par divers chercheurs.
La TIT ajoute un élément supplémentaire, la déverbalisation, à la compréhension et à la reformulation, les deux étapes de traduction généralement décrites: la plupart des sons ou des signes graphiques disparaissent dès que la compréhension s'installe. Chacun vit la déverbalisation dans la communication quotidienne en gardant à l'esprit des faits, des notions, des événements véhiculés par des mots, mais les mots ne sont pas retenus dans la mémoire. La TIT a trouvé un soutien à ce postulat dans la neuropsychologie, qui suggère que le langage et la pensée sont situés dans différentes zones du cerveau. L'anticipation du sens, qui se produit souvent dans la communication orale et la traduction orale, est une preuve de plus que, dans le contexte et la situation, un soutien verbal complet n'est pas toujours nécessaire pour que la compréhension ait lieu.
Clairement visible en traduction orale, la déverbalisation est plus difficile à observer en traduction écrite car le texte original ne disparaît pas comme le font les sons de la parole orale. Les signes graphiques restent sur la page et semblent demander des correspondances directes dans l'autre langue. La déverbalisation, caractéristique naturelle de la communication orale, semble donc nécessiter un effort supplémentaire de la part des traducteurs. Cependant, lorsque les signes graphiques sont plongés dans leur contexte, les traducteurs les interprètent directement vers du sens. Ce sens reste présent comme conscience tandis que les signes tombent dans l'oubli. Cela permet aux traducteurs de découvrir dans la langue cible des modes d'expression ayant peu ou pas de liens avec les signes de la langue d'origine.
En ce qui concerne la phase de reformulation, une distinction stricte a été établie, dans les études de traduction antérieures, entre la traduction littérale et la traduction libre, ou la littéralité et la détente. La recherche basée sur la TIT a cependant montré que la traduction est toujours une combinaison de correspondances de mots et d'équivalences de sens. Dans un premier temps, Seleskovitch a constaté l'existence en interprétation (démontrée plus tard également pour la traduction écrite) de deux stratégies de traduction : une traduction par correspondances soigneusement contrôlées de quelques éléments linguistiques entre une langue et l'autre, mais aussi la création dans le contexte d'équivalences entre des segments de discours ou de textes. Aucune traduction entièrement littérale d'un texte ne sera jamais possible, ne serait-ce qu'en raison de la dissemblance des langues. Néanmoins, les correspondances sont souvent nécessaires et le fait que les correspondances et équivalences coexistent dans tous les produits de traduction, quel que soit le type de discours, peut être considéré comme l'une des lois universelles du comportement traductionnel.
Tenant compte de la « sous-détermination du langage », la TIT fait référence à la « nature synecdochique » du langage et du discours (une partie pour un tout). Une formulation explicite n'a rarement de sens que si elle est complétée par une partie implicite consciemment omise par les auteurs ou les locuteurs mais comprise par les lecteurs ou les auditeurs. La couche explicite de textes est une série de synecdoques. La formulation linguistique à elle seule ne débloque pas l'ensemble du sens, elle ne fait que pointer vers l'ensemble. Étant donné que les langues diffèrent non seulement par leur lexique et leur grammaire, mais aussi par la façon dont les locuteurs natifs expriment leurs pensées, la combinaison de parties explicites et implicites n'est pas la même pour deux langues, même si elles peuvent désigner le même ensemble. Le fait même que la langue soit sous-déterminée est un élément de plus à l'appui de la déverbalisation. Il donne aux traducteurs oraux et écrits une grande liberté et créativité dans leur reformulation des sens voulus par des auteurs ou des locuteurs.
La TIT n'est donc pas une simple construction abstraite. Elle est enracinée dans la pratique. La pratique enrichit la théorie, qui à son tour éclaire les traducteurs professionnels, à l'oral comme à l'écrit, qui savent ce qu'ils font et pourquoi. Expliquant le processus de traduction orale et écrite en termes simples, la TIT plaît aux praticiens et est particulièrement bien adaptée comme outil pédagogique. Depuis sa création, la TIT est la base de l'enseignement à l'ESIT, qui a formé d'innombrables interprètes et traducteurs qui continuent d'appliquer ses principes dans leur travail quotidien. La TIT attire également des doctorants du monde entier, dont les recherches démontrent sa validité pour toutes paires de langues et tous types de textes.
L'objectif principal de la TIT est d'étudier la traduction, mais ce faisant, il fait la lumière sur le fonctionnement du langage et de la communication. En tant que modèle holistique de traduction, la TIT couvre les différentes étapes du processus de traduction, y compris les attentes et les besoins des lecteurs. Un certain nombre d'autres modèles  étudient le processus sous des angles précis et ajoutent quelques détails à la théorie. Cependant, aucun d'entre eux n'invalide le modèle de la TIT qui, au fil du temps, s'est étendue aux textes littéraires et poétiques à l'interprétation en langue des signes et est ouvert à de nouveaux développements.